# Chamaepentas nobilis
Chamaepentas nobilis là một loài thực vật có hoa trong họ Thiến thảo. Loài này được (S.Moore) Kårehed & B.Bremer mô tả khoa học đầu tiên năm 2007.